# Plethodontinae
Plethodontinae is een onderfamilie van salamanders uit de familie longloze salamanders (Plethodontidae). De groep werd voor het eerst wetenschappelijk beschreven door John Edward Gray in 1850. Ook werd de wetenschappelijke naam Plethodontina gebruikt.
Er zijn ongeveer 100 soorten in acht geslachten die voorkomen in de Verenigde Staten en Canada, Europa rond het Middellandse Zeegebied en het Koreaans Schiereiland.

## Taxonomie
Onderfamilie Plethodontinae
- Geslacht Aneides
- Geslacht Desmognathus
- Geslacht Ensatina
- Geslacht Hydromantes
- Geslacht Karsenia
- Geslacht Phaeognathus
- Geslacht Plethodon
- Geslacht Speleomantes